# Isoxya semiflava
Isoxya semiflava là một loài nhện trong họ Araneidae.
Loài này thuộc chi Isoxya. Isoxya semiflava được Eugène Simon miêu tả năm 1887.